# Corry Evans
Corry John Evans (* 30. Juli 1990 in Belfast) ist ein nordirischer Fußballspieler, der seit 2021 beim AFC Sunderland unter Vertrag steht. Der Mittelfeldspieler ist auch für die nordirische Fußballnationalmannschaft aktiv. Sein Bruder, Jonny Evans, ist ebenfalls Fußballspieler.

## Karriere

### Jugend
Evans stammt aus Belfast und spielte in seiner Jugend für den Greenisland Boys FC, welcher sich in Greenisland, einem Ort nördlich von Belfast, befindet. Als sein Bruder Jonny Evans von Manchester United 2004 unter Vertrag genommen wurde, siedelte die ganze Familie nach Manchester um. Corry selber kam ein Jahr später zu Manchester United. Schon mit 16 spielte er regelmäßig für die U-18 Mannschaft der Red Devils. Am 31. Oktober 2005 gab er zudem sein Debüt für die Reservemannschaft. In der Saison 2008/2009 konnte er sich einen festen Platz in der Zweitvertretung sichern.

### Manchester United
Am 24. Mai 2009 wurde Evans zum ersten Mal in den Kader von Manchester United berufen. Im Spiel gegen Hull City saß er auf der Bank. Ein Jahr später stand er am Anfang der Saison 2010/2011 für United bei mehreren Freundschaftsspielen auf dem Platz, wurde aber im Oktober 2010 an den Drittligisten Carlisle United für einen Monat verliehen.

### Hull City
Am 14. Januar 2011 wechselte Evans zum Zweitligisten Hull City. Erst auf Leihbasis, später wechselte er zur Saison 2011/2012 fest. Mit dem Verein, der 2010 aus der ersten Liga abgestiegen war, belegte er in den ersten beiden Spielzeiten die Plätze 11 und 8. 2012/13 gelang als Vizemeister die Rückkehr in die Premier League.

### Blackburn Rovers
Im August 2013 wechselte Evans aber für 880.000 Euro zum ehemaligen Ligakonkurrenten Blackburn Rovers und kam in drei Zweitliga-Spielzeiten auf insgesamt 89 Ligaeinsätze. Dabei belegten die Rovers nacheinander die Plätze 8, 9 und 15 in der Endabrechnung.

### AFC Sunderland
Im Juli 2021 wechselte Evans ablösefrei zum Drittligisten AFC Sunderland, wobei neben einem Zweijahresvertrag die Option auf ein drittes Jahr vereinbart wurde. In der EFL League One 2021/22 erreichte er mit seiner neuen Mannschaft den Aufstieg in die zweite Liga.

### Nationalmannschaft
Bereits als Schüler spielte Evans schon für die Jugendnationalmannschaften Nordirlands. Mit der U-21 nahm er an den Qualifikationen für die U-21-EM 2009 und 2011 teil und traf dabei in den Spielen gegen Deutschland am 5. September 2008 und 13. November 2009 auf die späteren Weltmeister Mats Hummels, Sami Khedira, Toni Kroos, Thomas Müller, Mesut Özil und André Schürrle. Während die Deutschen die Qualifikation für die Endrunde 2009 erfolgreich abschlossen und bei der Endrunde den Titel holten, schieden die Nordiren 2009 als Gruppendritte und 2011 als Gruppenvierte aus, den Deutschen gelang aber 2011 die Qualifikation auch nicht.
Am 6. Juni 2009 gab er noch als U-21-Nationalspieler sein Debüt für die A-Nationalmannschaft in einem Spiel gegen Italien. Nach zwei weiteren Freundschaftsspielen gab er am 3. September 2010 in der Qualifikation zur EM 2012 gegen Slowenien sein Pflichtspieldebüt und entschied mit einem „Jokertor“ die Partie für die Nordiren – bis dato sein einziges Länderspieltor. Danach stand er auch dreimal über die volle Spielzeit auf dem Platz. Bereits am 11. August 2010 stand er beim 0:2 im Freundschaftsspiel gegen Montenegro erstmals zusammen mit seinem älteren Bruder Jonny in einem Länderspiel auf dem Platz, als er zur zweiten Halbzeit zu seinem fünften Länderspiel eingewechselt wurde, während Jonny bereits in der Startformation stand und sein 21. Länderspiel bestritt. Bei Corrys vier Spielen zuvor stand Jonny nicht in der Mannschaft. Insgesamt spielten sie bisher in 19 Spielen gemeinsam für Nordirland, zuletzt am 16. Juni 2016.
In der auf ihr erstes gemeinsames Länderspiel folgenden Qualifikation zur EM 2012 standen sie in vier Spielen zusammen auf dem Platz, Jonny kam aber noch auf zwei weitere Qualifikationsspiele. Für die Nordiren verlief die Qualifikation allerdings wieder erfolglos. In der ebenfalls erfolglosen Qualifikation zur WM 2014 brachten sie es auf drei gemeinsame Einsätze.
In der Qualifikation für die Fußball-Europameisterschaft 2016 stand er dann regelmäßig in der Startelf und kam in 7 der 10 Partien zum Einsatz, wobei er dreimal zusammen mit seinem Bruder spielte. Nachdem sich Nordirland erstmals für eine EM qualifiziert hatte, wurden die Brüder in das Aufgebot von Wales aufgenommen. Beim ersten Spiel gegen Polen stand aber nur Jonny in der Startaufstellung. Es war sein 50. Länderspiel. Gegen die Ukraine gehörten dann beide zur ersten Elf. In der Nachspielzeit gab es dann eine Verwirrung wer von beiden ausgewechselt werden sollte. Nachdem Corry in der dritten Minute der Nachspielzeit schließlich ausgewechselt wurde, erhielt Jonny eine Minute später wegen Spielverzögerung die Gelbe Karte. Zwei Minuten später gelang Niall McGinn noch das Tor zum 2:0 und damit die endgültige Entscheidung für die Nordiren, die damit ihr erstes EM-Endrundenspiel gewannen. Damit qualifizierte sich das Team trotz der 0:1-Niederlage im dritten Gruppenspiel gegen Deutschland für das Achtelfinale, in dem es dann gegen Wales ausschied. In beiden Spielen stand Corry Evans ebenfalls in der Startelf.